# Живцювання

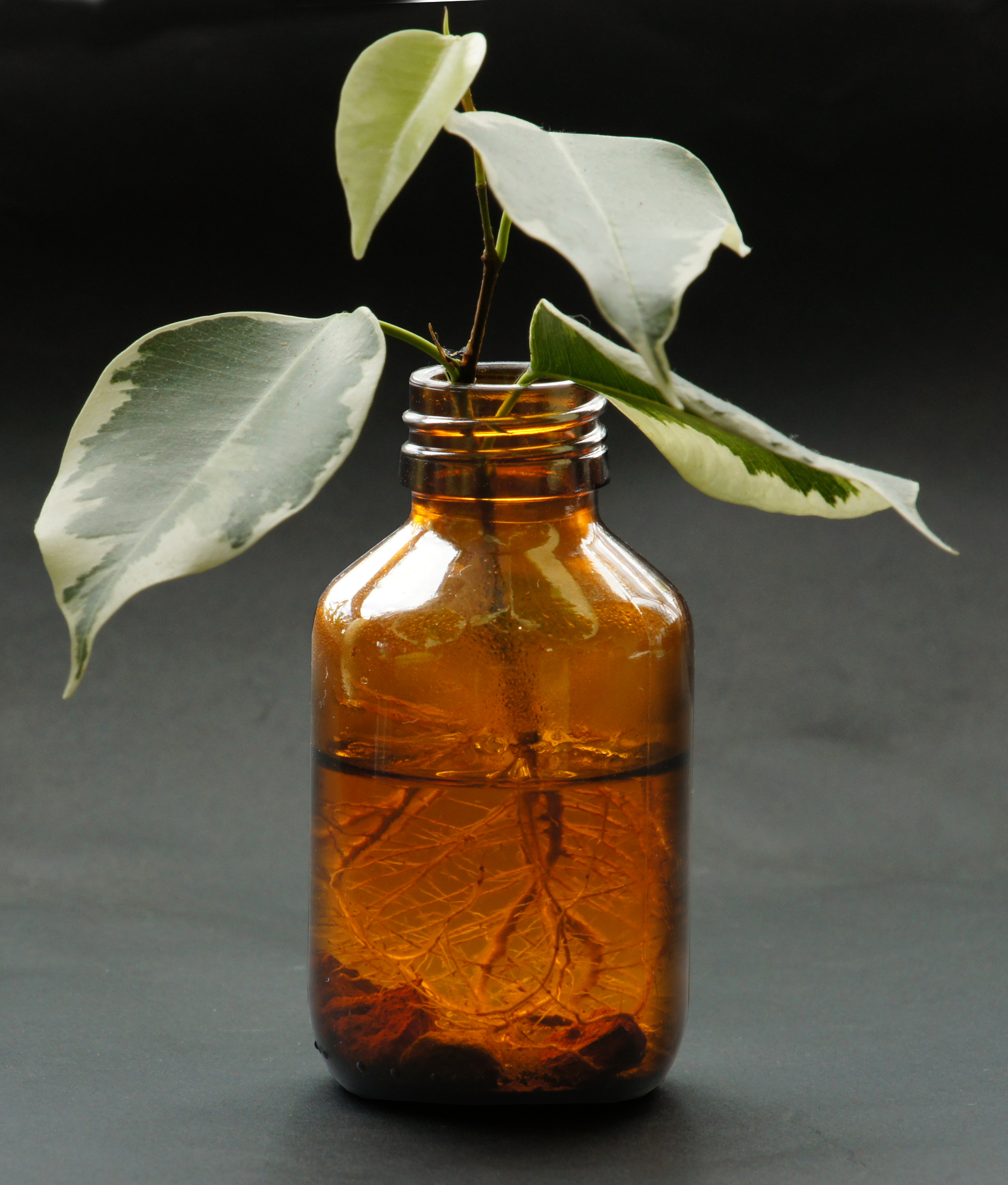
Пророщування кореневої системи живця фікуса

Живцювання — спосіб вегетативного розмноження рослин з використанням регенераційної здатності окремих частин рослини (стебло, листок, корінь). Частини рослини, використовувані для цієї мети, називають живцями. Важливою особливістю живцювання є те, що за допомогою функцій листка забезпечується регенерація кореневої системи на окремих від материнської особини частинах стебла. Для деяких форм рослин — це єдиний спосіб розмноження, а у інших випадках він дає змогу зберегти індивідуальні особливості організму.
Живцювання певною мірою швидкий і простий спосіб, який не потребує спеціальних прийомів і навичок, необхідних при щепленні чи окуліруванні і дає змогу скоротити терміни отримання повноцінного посадкового матеріалу, може бути швидким способом розмноження рідкісних видів деревних рослин при недостатній кількості або відсутності насіння, або застосовуватися для розмноження форм, які не успадковуються. Зелене живцювання проводять в умовах закритого ґрунту, що ставить вирощування посадкового матеріалу в меншу залежність від кліматичних умов. Застосування регуляторів росту рослин, дає змогу отримати саджанці за одну-дві вегетації. Живцювання займає значне місце серед інших способів вегетативного розмноження.
Живці бувають стеблові, кореневі та листкові. Найбільшого розповсюдження набуло розмноження стебловими живцями. Їх у свою чергу поділяють на здерев'янілі та зелені. За здатністю до вкорінення всі рослини поділяються на ті, що вкорінюються легко, досить задовільно та важко.
Швидке загоювання тканин, утворення та ріст калюсу для зелених живців створює умови для розвитку коріння, перешкоджає проникненню інфекції через місця зрізу. Живці рослин, що швидко та легко вкорінюються, як правило, утворюють невеликий калюс. У живців рослин, що важко вкорінюються, калюс досягає значних розмірів, чим значно виснажує живець та починає заважати коренеутворенню. Корені часто виникають не з калюсу, а навколо нього чи з тканин поблизу пазушної бруньки. Поява калюсу не завжди призводить до появи коренів. Калюс є показником загоювання тканин.